# Vitor Penido
Vitor Penido de Barros (Nova Lima, 26 de junho de 1942) é um pecuarista, comerciante, empresário, e político brasileiro do estado de Minas Gerais. Cursou Direito pela Faculdade de Direito Milton Campos, em Nova Lima, no período de 1979 a 1983.

Vitor Penido foi prefeito de Nova Lima no período de 1977 a 1983, pelo MDB. Em 1986, foi eleito, pelo PFL, deputado estadual de Minas Gerais para a 11ª legislatura, deixando a cadeira da Assembleia em 1988, quando voltou à Prefeitura de Nova Lima para o mandato de 1989 a 1992.

Em 1994, foi candidato a vice-governador, na chapa de Hélio Costa, ambos foram derrotados por Eduardo Azeredo.
Em 1996 foi eleito novamente prefeito de Nova Lima, e reeleito no mandato seguinte, ficando no cargo de 1997 a 2004.
Em 2006 foi eleito deputado federal por Minas Gerais para a 53ª legislatura (2007 a 2011).
Na legislatura seguinte ficou na suplência, e assumiu uma cadeira na Câmara em 4 de fevereiro de 2011.
Em 3 de outubro de 2016 foi eleito novamente prefeito de Nova Lima.